# 2018年のオーストラリア
2018年のオーストラリア （2018ねんのオーストラリア）では、2018年のオーストラリアに関する出来事について記述する。

## 国王等
- 国王（イギリス国王が兼位。）
  - 第6代: エリザベス2世 （1952年2月6日 - ）
- 総督
  - 第26代: ピーター・コスグローブ （2014年3月28日 - ）
- 首相
  - 第29代: マルコム・ターンブル （オーストラリア自由党、2015年9月15日 - ）
- 高等裁判所長官
  - 第13代: Susan Kiefel （2017年1月30日 - ）

## できごと

### 1月
- 1月7日 - オーストラリア南部で気温が過去最高近くまで上昇し、シドニー郊外にあるペンリスでは1939年以来で最高の47.3度を記録[1]。

### 2月
- 2月1日 - ポート・ジャクソン湾（シドニー湾）で、海に入ったワラビーが陸に戻れなくなり、発見したフェリーの乗組員らに救助された[2][3]。